# M.Ramaldinni, Manvi
M.Ramaldinni là một làng thuộc tehsil Manvi, huyện Raichur, bang Karnataka, Ấn Độ.